# Aristarch Wassiljewitsch Lentulow

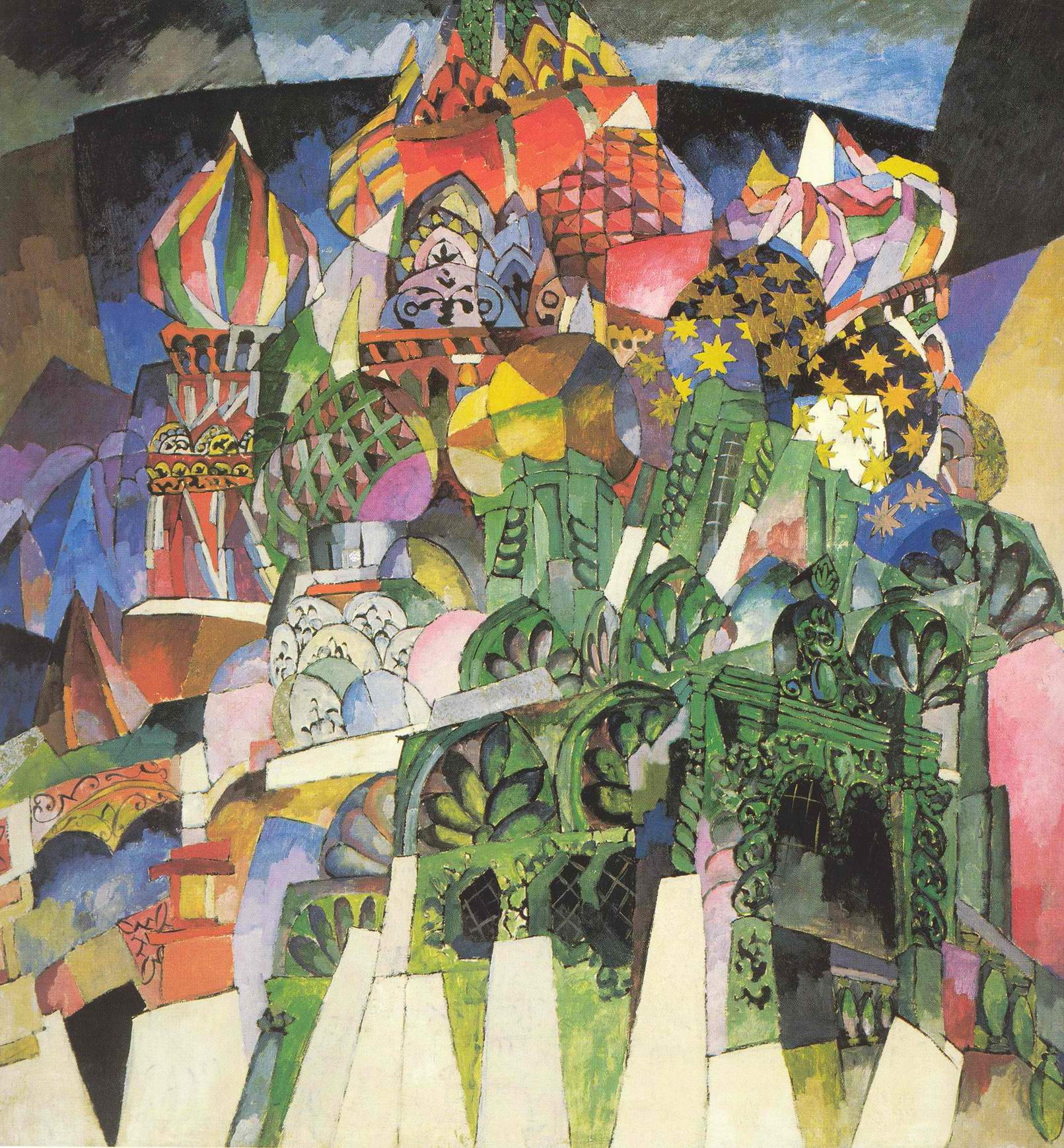
Basilius-Kathedrale, Moskau, 1913

Aristarch Wassiljewitsch Lentulow (russisch Аристарх Васильевич Лентулов; * 4. Januarjul. / 16. Januar 1882greg. in Tschornaja Pjatina bei Nischni Lomow, Gouvernement Pensa, heute: Oblast Pensa; † 15. April 1943 in Moskau) war ein russischer und sowjetischer Maler, Bühnenbildner und Pädagoge.
Geboren in der Familie eines orthodoxen Geistlichen, studierte Lentulow Malerei an den Kunsthochschulen in Pensa (1898–1900 und 1905–1906) und Kiew (1900–1905), danach privat bei Dmitri Kardowski in Sankt Petersburg (1906–1907).
Erste Teilnahme an Ausstellungen 1907 in St. Petersburg Zeitgenössische Strömungen und in Kiew Der Bund, gefolgt 1909–1910 von Ausstellungen des Verbandes russischer Künstler. Er war 1910 Mitbegründer der Moskauer Künstlergruppe „Karo-Bube“ (russisch Бубновый валет), später als regelmäßiger Aussteller bis 1927.
Von 1910 bis 1911 studierte Lentulow in Paris im Studio Le Fauconnier und arbeitete in deren Atelier Académie de la Palette. Dort lernte er Jean Metzinger, Albert Gleizes, Fernand Léger und Robert Delaunay kennen. Nach der Heimkehr 1912 beeinflusste er die Entwicklung des russischen Futurismus, u. a. von Wassily Kandinsky und Kasimir Malewitsch, mit späterer Überleitung zum Kubo-Futurismus. Seit 1913 malte Lentulow in einem kubistischen Verfahren russische Kirchen und andere architektonische Motive. Zusammen mit Robert Genin, Alexej Jawlensky, Wassily Kandinsky und Marianne von Werefkin nahm er 1914 an der Baltischen Ausstellung in Malmö teil.
Noch vor der Oktoberrevolution begann Lentulow Bühnenbilder für das Moskauer Kammertheater („Die lustigen Weiber von Windsor“ von William Shakespeare, 1916) und für das Bolschoi-Theater („Promethée. Le Poème du feu“ von Alexander Nikolajewitsch Skrjabin, 1919) zu entwerfen.
Die Erste Russische Kunstausstellung Berlin 1922 zeigte seine Gemälde Porträt, Landschaft, Zwei Frauen, Stillleben, Landschaft.
1925 nahm er an der Pariser „Exposition internationale des Arts Décoratifs et industriels modernes“ teil und wurde für das Bühnenbild zur Rubinsteins Oper „Der Dämon“ mit einem Ehrendiplom ausgezeichnet.
1928 wurde Lentulow Mitglied des Vereins Moskauer Künstler und dessen Vorsitzender. Viele Mitglieder des Vereins waren ehemalige Mitglieder der „Karo-Buben“-Gruppe.
Lentulow geht von der Suche nach Form und Licht aus, was so typisch für die Nachfolger der Schule von Paul Cézanne ist, die in Russland noch besonders durch ihr berückendes orientalisches Kolorit gekennzeichnet sind. Während Lentulow 1913 Bilder mit einer strahlenden volkstümlichen Farbigkeit malte, übernahm er ein Jahr später Cézannes gedeckte Farbpalette.
Lentulow beschäftigte sich auch mit der Didaktik. Seit 1919 hielt er Vorlesungen an der Wchutemas, 1937 wurde er zum Professor am Moskauer Surikow-Institut berufen.

## Galerie

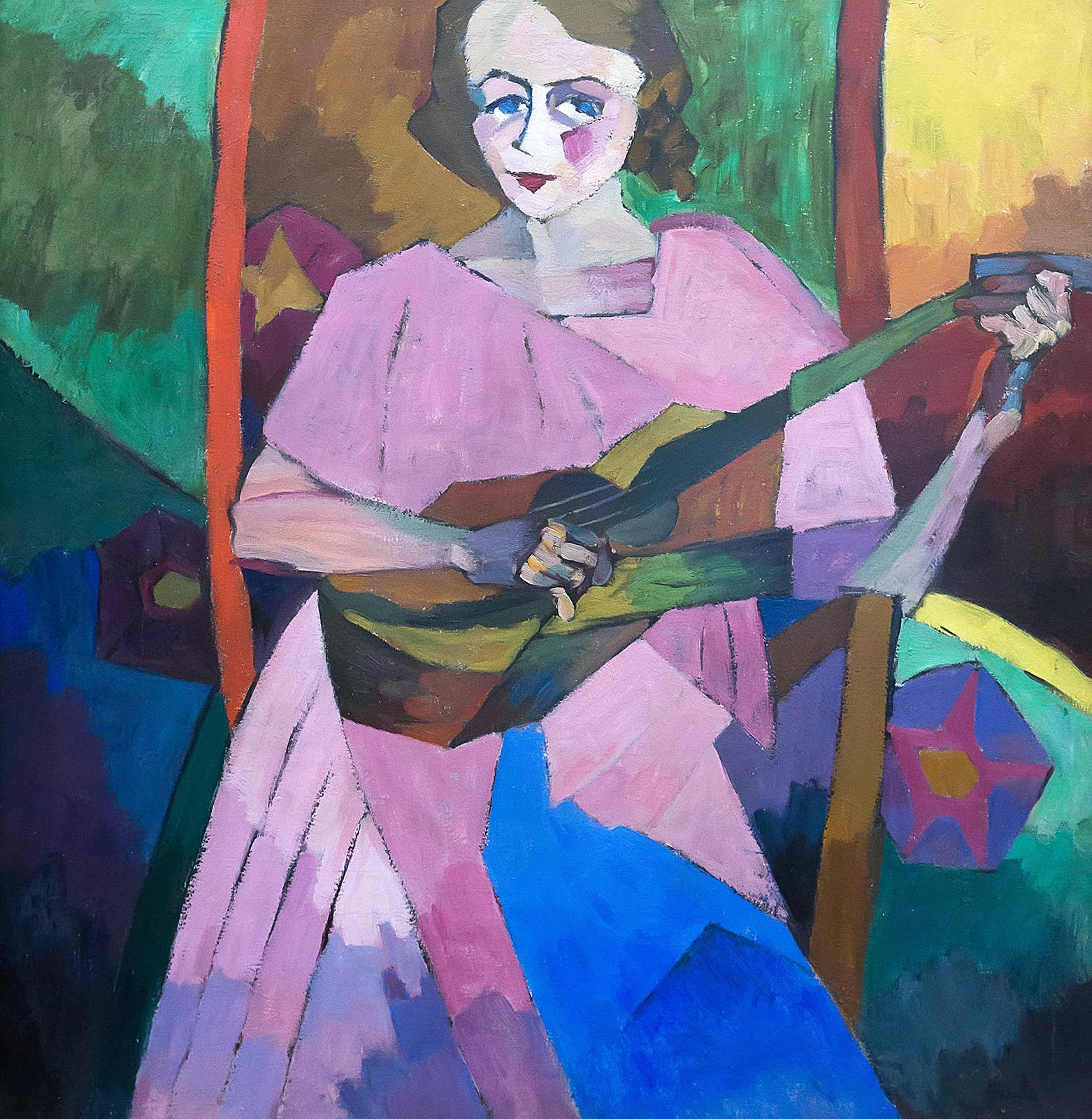
Frau mit Gitarre 1913
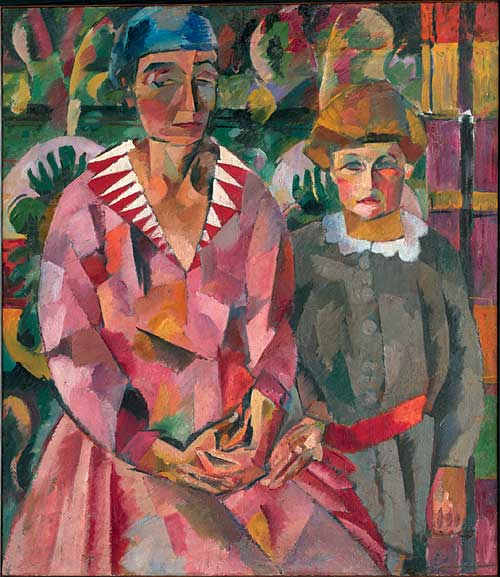
Ehefrau und Tochter
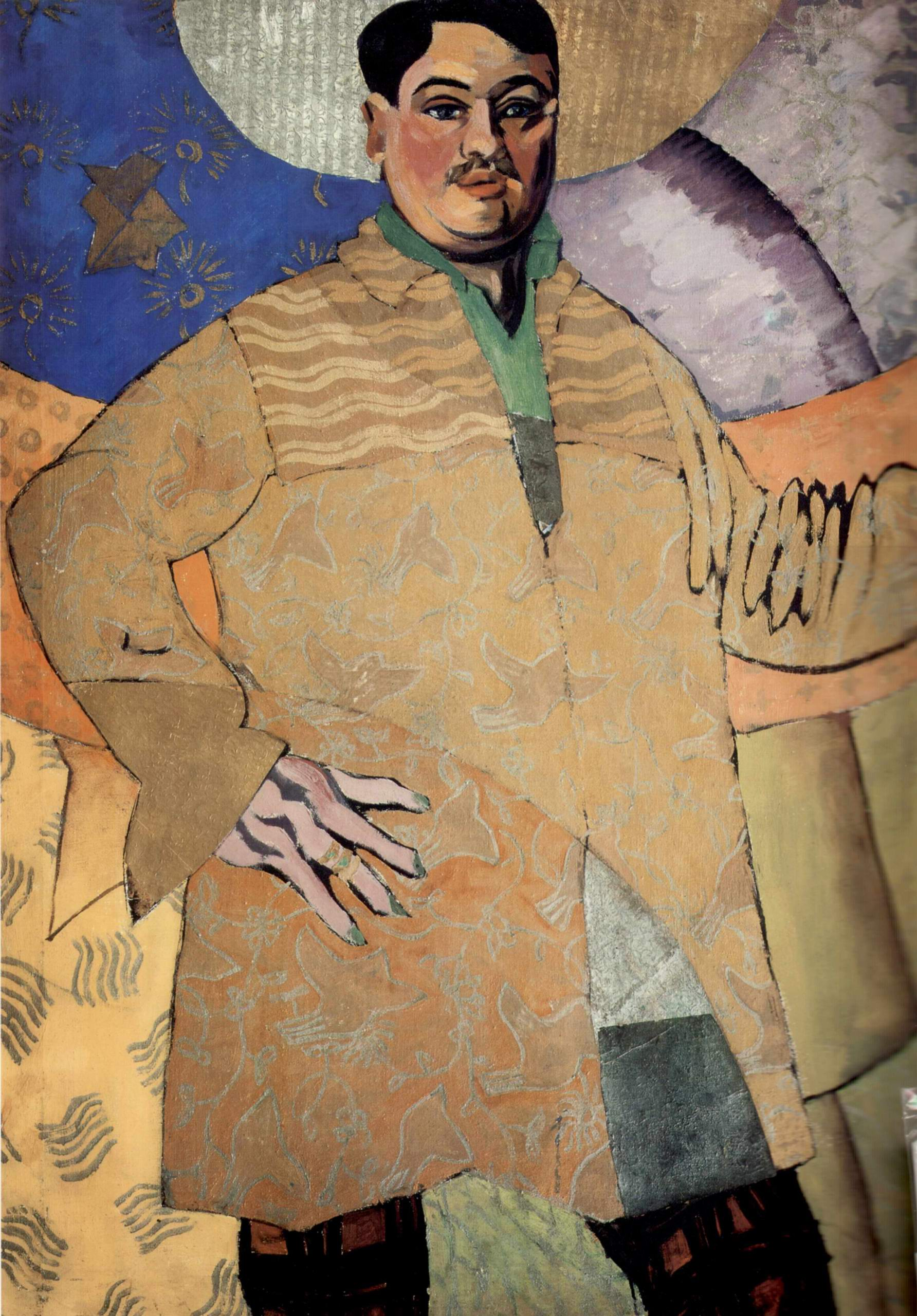
Selbstporträt 1915
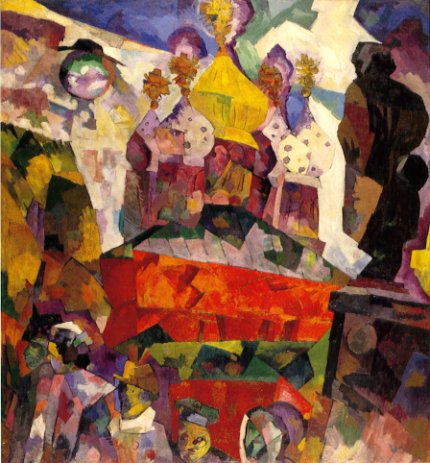
Tverskoi Boulevard , 1917
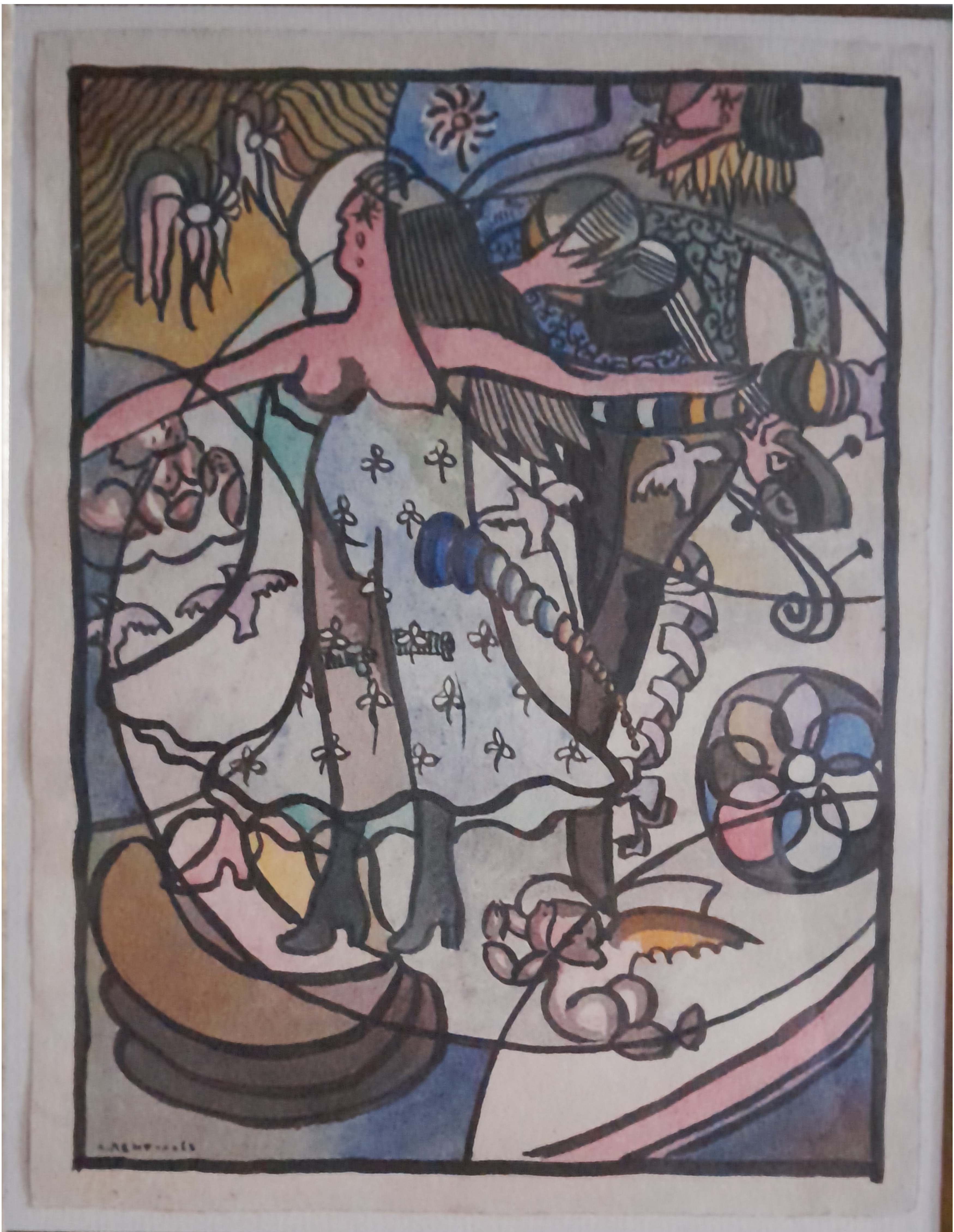
Allegorische Komposition Hoffnung. Serie "1812". 1915.
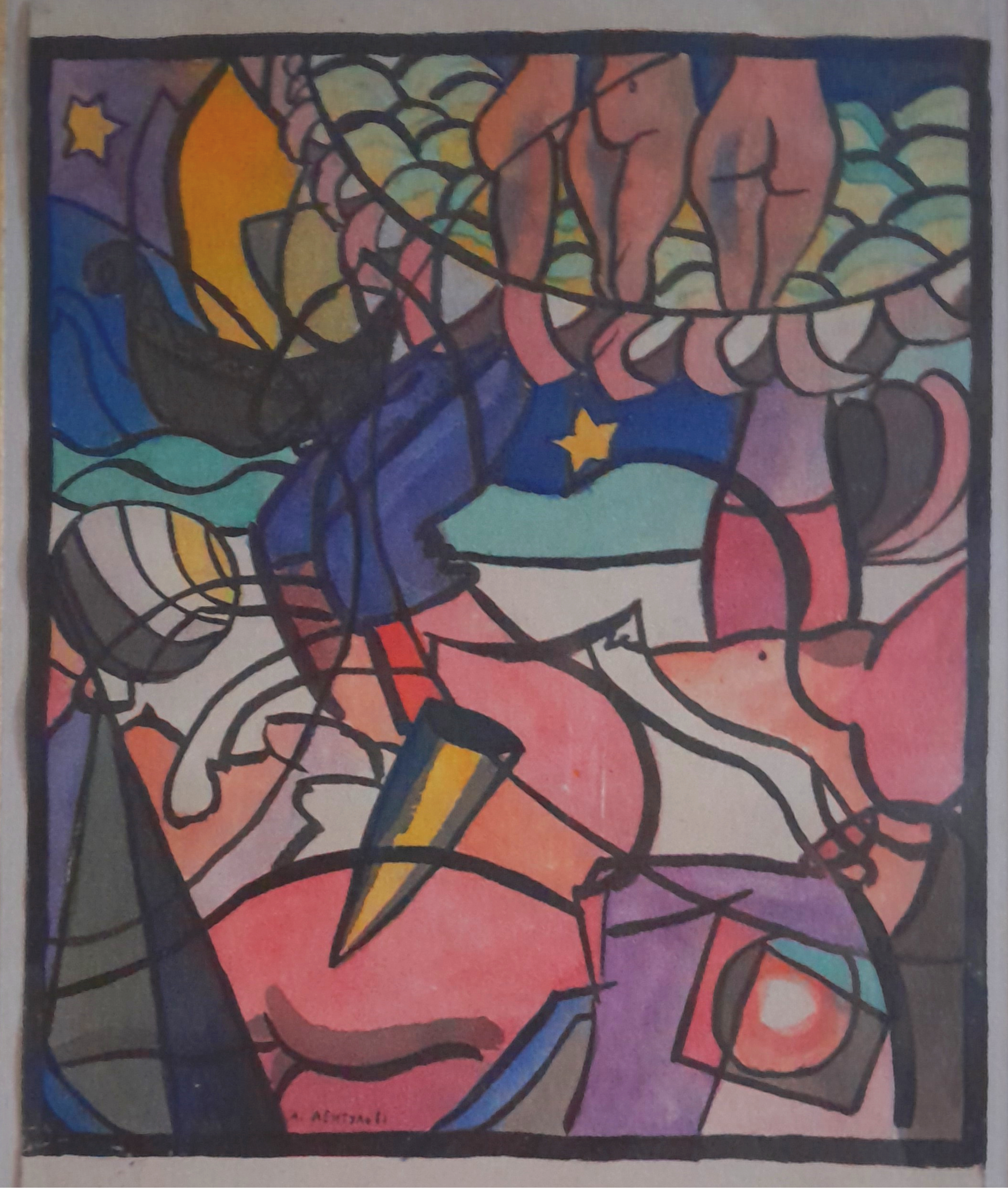
Allegorische Komposition mit einer Kugel. Serie "1812" (1915)
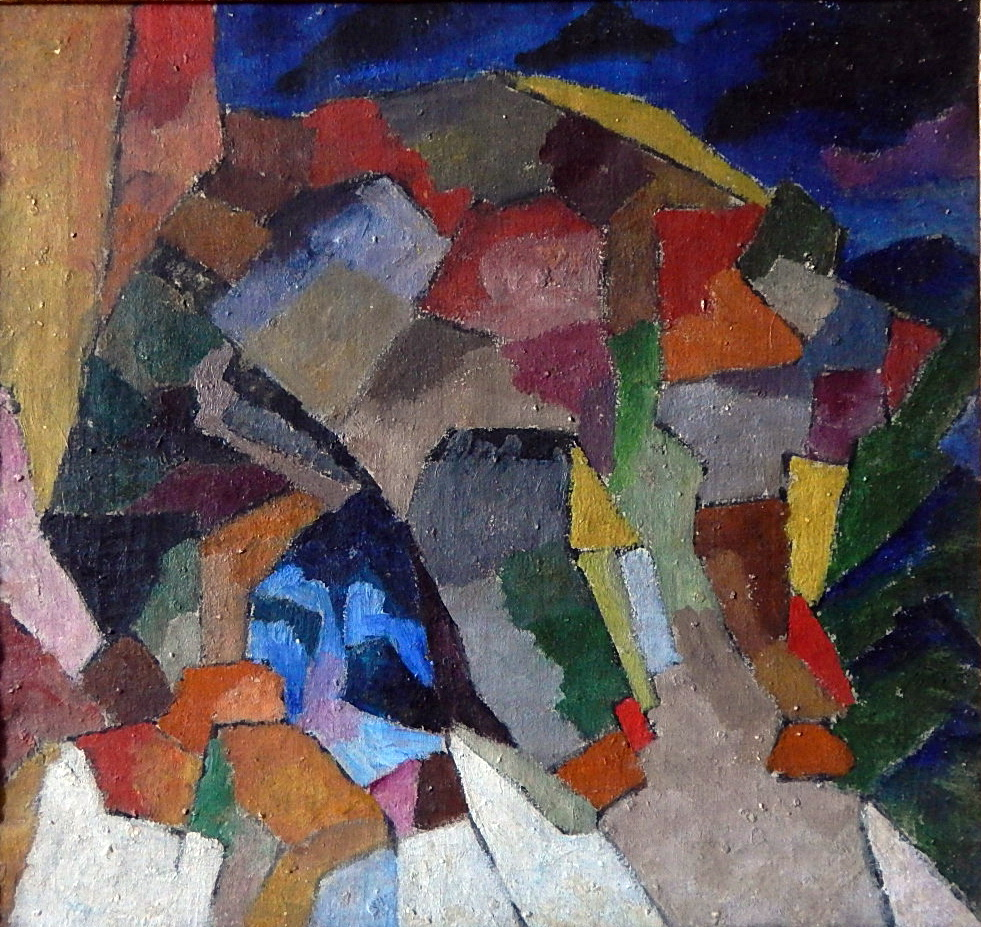
"Felsen in Kislowodsk", 1913
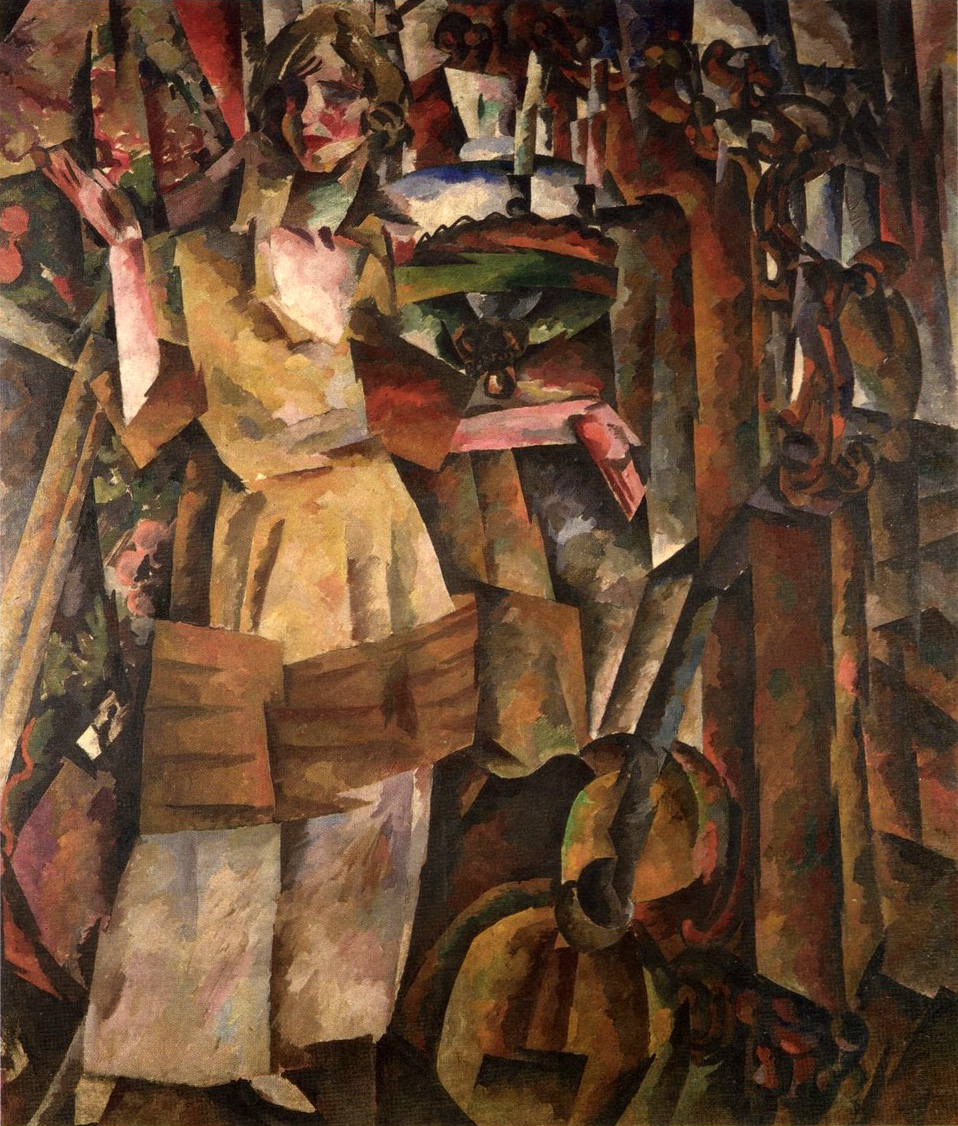
Theaterkünstler Aleksandra Khokhlova, 1919

## Bibliografie
- М. Лентулова: Художник А. Лентулов. Воспоминания (Künstler A. Lentulow. Erinnerungen). — Moskau 1969.
- Povelikhina Alla, Kovtun Evgeny. Russian pictorial signboard and avant-garde artists. - L.: Aurora, 1991. ISBN 5-7300-0274-2. (Повелихина Алла, Ковтун Евгений. Русская живописная вывеска и художники авангарда. — Л.: Аврора, 1991. ISBN 5-7300-0274-2).
- Evgueny Kovtun. Avant Garde Art in Russia (Schools and Movements). Parkstone Press Ltd, 1998.
- Murina Elena. Early Avant-garde. Moscow, Galart Publishing House, 2008. ISBN 978-5-269-01053-3 (Мурина Елена. Ранний авангард. Москва, издательство Галарт, 2008. ISBN 978-5-269-01053-3).
- Faina Balakhovskaya, Vladimir Kruglov, Jean-Claude Marcadet, Gleb Pospelov, Dmitry Sarabyanov. Jack of diamonds in the Russian avant-garde. St. Petersburg, Palace Editions, 2004. ISBN 5-93332-143-5. (Фаина Балаховская, Владимир Круглов, Жан-Клод Маркадэ, Глеб Поспелов, Дмитрий Сарабьянов. Бубновый валет в русском авангарде. Санкт-Петербург, Palace Editions, 2004. ISBN 5-93332-143-5).
- Sarabjanov, Andrey. Unknown Russian Avant-garde in Museums and Private Collections. Moscow, Sovetsky Khudozhnik Editions, 1992. ISBN 5-269-00326-0 (Неизвестный русский авангард в музеях и частных собраниях / Автор-составитель А. Д. Сарабьянов. — М.: Советский художник, 1992. — 352 с. — 20 000 экз. — ISBN 5-269-00326-0).